# Avex Trax
Avex Trax sau, simplu, Avex (stilizat ca avex trax) este o casă de discuri japoneză a companiei Avex Group. A fost lansată în septembrie 1990. Unii dintre artiștii aflați sub contract sunt: AAA, Namie Amuro, BoA, Do As Infinity, Every Little Thing, Girl Next Door, Ayumi Hamasaki, Mai Oshima și Tokyo Girls' Style.